# Rethera afghanistana
Rethera afghanistana és una espècie de lepidòpter ditrisi de la família dels esfíngids (Sphingidae) pròpia d'Àsia Central.

## Característiques
Envergadura alar d'entre 46 i 51 mm. Similar a Rethera komarovi, però amb coloracions més apagades. En general presenta tonalitats marrons, tant a les ales com al cap, tòrax i abdomen. Al tòrax dues franges blanques verticals interrompen l'homogeneïtat cromàtica mentre que a l'abdomen en són tres fines d'horitzontals localitzades entre segment i segment. Ales anteriors amb una franja discal més clara i una altra marginal i submarginal del mateix to. Ales posteriors marrons clares brillants.

## Distribució
Primerament va ser descoberta a Herat (Afganistan), ara s'ha confirmat la seva presència a tot el país (absent a certes regions del nord i sud) fins al Pakistan i pot ser que hi hagi poblacions a l'Iran, tot i que no han estat confirmades.

## Història natual
Apareix entre els 1.000 i 2.100 metres d'altitud. Vola entre abril i maig en una generació. Es desconeix l'aspecte i l'alimentació de l'eruga.